# Tamir Cahlon
Tamir Cahlon (Hebreeuws: תמיר כחלון) (Tel Aviv, 29 oktober 1987) is een Israëlisch voetballer. Na de degradatie van Sporting Charleroi keerde hij terug naar Israël, om voor zijn oude club Maccabi Tel Aviv te tekenen.

## Statistieken
| seizoen | club                    | land   | competitie         | wed. | goals |
| ------- | ----------------------- | ------ | ------------------ | ---- | ----- |
| 2006/07 | Maccabi Tel Aviv        | Israël | Ligat Ha'Al        | 0    | 0     |
| 2007/08 | → Bnei Jehoeda Tel Aviv | Israël | Ligat Ha'Al        | 18   | 2     |
| 2008/09 | → Bnei Jehoeda Tel Aviv | Israël | Ligat Ha'Al        | 26   | 2     |
| 2009/10 | Maccabi Tel Aviv        | Israël | Ligat Ha'Al        | 27   | 2     |
| 2010/11 | Maccabi Tel Aviv        | Israël | Ligat Ha'Al        | 0    | 0     |
| 2011    | Sporting Charleroi      | België | Jupiler Pro League | 6    | 1     |
| 2011    | Sporting Charleroi      | België | Play-Off III       | 4    | 3     |
| 2011/12 | Maccabi Tel Aviv        | Israël | Ligat Ha'Al        | 0    | 0     |
|         |                         |        | Totaal             | 81   | 10    |